# 阿卜杜拉·马杜
阿卜杜拉·马杜（英語：Abdullah Mohammed Musa Madu；阿拉伯语：‎；1993年7月15日—）是沙特阿拉伯的职业足球运动员，司职后卫。现效力于沙特阿拉伯职业足球联赛的伊蒂法克，他也代表沙特阿拉伯。

## 荣誉
艾納斯
- 沙特阿拉伯职业足球联赛（3）：2013-2014、2014-2015、2018-2019
- 沙特王儲盃（1）：2013-2014
- 沙特超级盃（1）：2019、2020